# Recioto di Gambellara

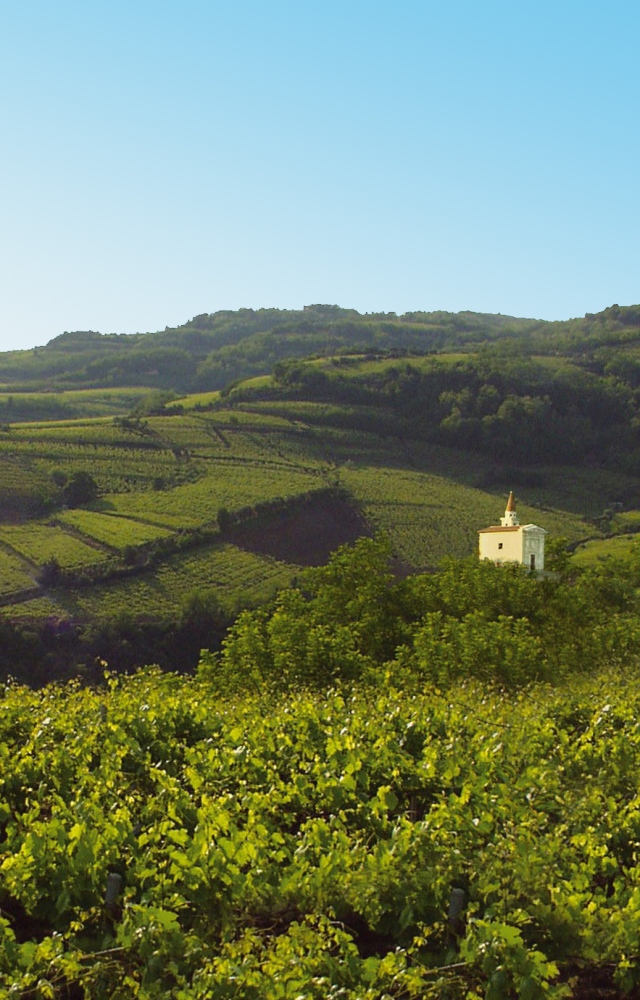
Weinberge an der Strada del Recioto

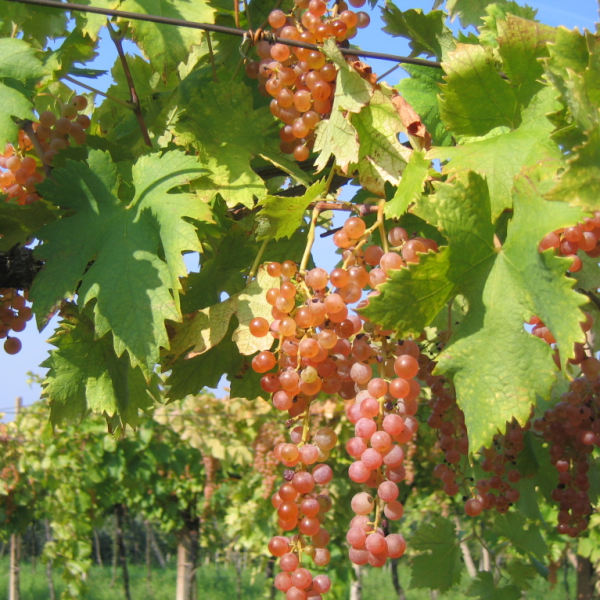
Garganega-Trauben

Der Recioto di Gambellara ist ein italienischer Weißwein aus der Provinz Vicenza {Region Venetien}, der die „kontrollierte und garantierte Herkunftsbezeichnung“ (Denominazione di Origine Controllata e Garantita) seit dem 1. August 2008 besitzt. Sie wurde zuletzt am 7. März 2014 aktualisiert.

## Anbau
Angebaut wird er in den Gemeinden Gambellara, Montebello Vicentino, Montorso Vicentino und Zermeghedo in der westlichen Provinz Vicenza.
Der Wein erhielt bereits 1970 den Status einer Denominazione di origine controllata (kurz DOC). 2008 wurde der Recioto di Gambellara als DOCG hochklassifiziert.

## Erzeugung
Der Wein wird im Gegensatz zu anderen Recioto-Weinen (Recioto di Soave, Recioto della Valpolicella) zu 100 % aus der Rebsorte Garganega hergestellt.
Der Wein kann ausgebaut werden als:
- Recioto di Gambellara „Classico“
- Recioto di Gambellara Spumante

## Beschreibung
Laut Denominazione:

### Recioto di Gambellara Classico
- Farbe: mehr oder weniger intensives strohgelb bis goldgelb mit allen Schattierungen von Bernstein
- Geruch: intensives Aroma von reifen Früchten mit einem Vanille Hauch
- Geschmack: markant, harmonisch, charakteristisch, lieblich bis süß, mit einem leicht bitteren Nachgeschmack, auch lebhaft, mit möglichen Holztönen
- Alkoholgehalt: mindestens 11,3 Vol.-%, mit einem Rest von mindestens 2,7 % potentiellem Alkoholgehalt
- Säuregehalt: mind. 4,5 g/l
- Trockenextrakt: mind. 22,0 g/l

### Recioto di Gambellara Spumante
- Perlage: fein und anhaltend
- Farbe: mehr oder weniger intensives strohgelb bis goldgelb
- Geruch: intensiv, fruchtig
- Geschmack: charakteristisch, samtig, ausgewogen, fruchtig, typisch, bisweilen mit Nuancen von Vanille
- Alkoholgehalt: mindestens 11,0 Vol.-%, mit einem Rest von mindestens 3,0 % potentiellem Alkoholgehalt
- Säuregehalt: mind. 5,0 g/l
- Trockenextrakt: mind. 18,0 g/l